# Là-haut (jeu vidéo)
Pour les articles homonymes, voir Là-haut.
Là-haut (Up) est un jeu vidéo d'action-aventure développé par Asobo Studio et édité par THQ, sorti en 2009 sur Windows, Mac, Wii, PlayStation 2, PlayStation 3, Xbox 360, Nintendo DS et PlayStation Portable.
Il est basé sur le long métrage d'animation Là-haut de Pixar Animation Studios.

## Accueil
- Jeuxvideo.com : 10/20 (PS3/X360/Wii)[1] - 10/20 (DS)[2]